# Federazione di baseball e softball della Romania
La Federazione rumena di baseball e softball (rum. Federația Română de Baseball și Softball) è un'organizzazione fondata nel 1990 per governare la pratica del baseball e del softball in Romania.
Organizza il campionato maschile e di softball femminile, e pone sotto la propria egida la nazionale maschile e di softball femminile.